# آرثر غريفيثز
آرثر غريفيثز (بالإنجليزية: Arthur Griffiths)‏ (16 مارس 1879 ببرمنغهام في المملكة المتحدة - 1 يناير 1955) هو لاعب كرة قدم بريطاني (وحمل سابقاً جنسية المملكة المتحدة لبريطانيا العظمى وأيرلندا) في مركزي الظهير والدفاع. لعب مع نادي بريستول روفيرز ونوتس كاونتي.